# 메르세데스-AMG GT 4도어 쿠페
메르세데스-AMG GT 4도어 쿠페(영어: Mercedes-AMG GT 4-Door Coupé)는 메르세데스-AMG GT를 베이스로 제작된 5도어 리프트백이다.